# Mayonaka no Door (Stay With Me)
«Mayonaka no Door (Stay With Me)» (яп. 真夜中のドア〜Stay With Me (Маёнака но доа ~ Стэй Уидзу Ми), рус. «Полуночная дверь — Останься со мной») — дебютный сингл японской певицы Мики Мацубары, выпущенный 5 ноября 1979 года и в следующем году вошедший в её дебютный альбом Pocket Park. Мелодию в стиле сити-поп сочинил Тэцудзи Хаяси, а позднее Токуко Миура написала текст. Песня обрела новую волну популярности в 2020 году, спустя 41 год после её первоначального релиза.

## Композиция
При написании мелодии песни композитор Тэцудзи Хаяси, получивший заказ от директора Pony Canyon Канеко Харухико, вдохновлялся формировавшимся в то время стилем «новой музыки», вобравшем в себя влияние западной музыки и впоследствии ставшего известным как сити-поп. Особое использование в песне фразы «Stay With Me» (с англ. — «Останься со мной») было отмечено Billboard как «привлекающее интерес неяпонских слушателей», отдавая дань её западному влиянию.
У нас не было заранее подготовленного текста, я не встречался с Мики [Мацубарой]. Мне сказали, что у неё есть опыт джазового пения, но на тот момент я не думаю, что даже видел её фотографию. Раньше я часто придумывал мелодии, хотя бы взглянув на фотографию вокалиста и услышав его певческий голос. Но в этом случае моё самое главное воспоминание — отсутствие каких-либо указаний, кроме «сделай это в западном стиле». Я полагаю, идея Канеко [Харухико] заключалась в том, что предоставление как можно меньше предварительной информации дало бы мне абсолютную свободу придумать что-то интересное.Тэцудзи Хаяси, 
По словам Хаяси, мелодия была уже написана «с учётом английского». По «японским стандартам» сама песня имеет относительно простую структуру: два вступительных куплета, за которыми следует припев, инструментальная пауза и повтор припева. Мелодия была быстро одобрена Канеко Харухико без внесения каких-либо корректировок. Тогда Хаяси занялся аранжировкой и записью минусовки для песни; к нему присоединился звездный состав молодых сессионных музыкантов, которые впоследствии сыграли во многих хитах в стиле сити-поп. Как считает Хаяси, эта команда, в которую вошли, в том числе, барабанщик Тацуо Хаяси, басист Цугутоси Гото и гитарист Масаки Мацубара, сыграла решающую роль в том, какой получилась песня. Хаяси стремился «передать крутую атмосферу американского соула и рока, ориентированного на взрослых», отличающуюся от японской традиционной поп-музыки (каёкёку).
Летом 1979 года, когда шла работа над песней, Мики Мацубаре было 19 лет; за два года до своего дебюта она переехала из Осаки в Токио и начала выступать в джаз-барах столицы. В «Mayonaka no Door (Stay With Me)» Мацубара обращается к блюзовым нотам. Тэцудзи Хаяси не смог лично присутствовать на записи вокала. В интервью The Japan Times он похвалил голос певицы, сказав: «Я не ожидал от неё очень зрелого голоса, который звучал бы старше её реального возраста, но это было джазово… даже сексуально».

## Текст и название
Текст песни, написанный Йошико (также Токуко (альтернативное прочтение имени) и Норико) Миурой, сосредотачивается на переживаниях женщины, не желающей расставаться с охладевшим к ней любовником после проведённой с ним ночи.
На момент записи вокала Мацубары название песни значилось как «Stay With Me» По совпадению в июне того же 1979 года вышла одноимённая песня Масааки Сакаи, вследствие чего незадолго до выхода сингла в спешке к названию была добавлена фраза «Mayonaka no Door».

## Запись
«Stay With Me» была записана 31 июля 1979 года на третьей студии «Итикодзака» (яп. 市子坂). Звукоинженер Теруя Мизутани «выключал микрофон и записывал естественное звучание певческого голоса» Мацубары.

## Участники записи
- Мики Мацубара — вокал
- Масаки Мацубара[яп.] — электрогитара
- Цугутоси Гото[англ.] — бас-гитара
- Тацуо Хаяси — барабаны
- Хироси Сибуи — клавишные
- Тадаоми Анаи — ударные
- Джейк Х. Консепсьон — саксофон[6]
- неизвестны — бэк-вокал

## Выпуск
До последнего продюсер и основатель компании Pocket Park Co., Ltd Акихидэ Кикути не мог решить, какую песню из вышедшего спустя год альбома Pocket Park стоило издать в качестве дебютного сингла молодой певицы — «Mayonaka no Door (Stay With Me)» или джазовую «Manhattan Wind». Поняв, что вторая, вероятнее всего, будет продаваться хуже, Кикути предпочёл более современную и стильную по тем временам «Mayonaka no Door». Сингл, с песней そうして私が («Soushite Watashi Ga») на стороне «Б», за издание которого взялся See･Saw, материнский лейбл Pony Canyon, вышел 5 ноября 1979 года и стал коммерчески успешным — он был продан тиражом более 104 000 копий по данным Oricon и 300 000 копий по заявлению Canyon Records (Pony Canyon). Пластинка дебютировала под номером 99 в еженедельном чарте Oricon Weekly 31 декабря того же года, достигнув 28-го места 3 марта 1980 года и входя в сотню лучших по его версии в течение 18 недель.
Дебютный альбом Мацубары Pocket Park вышел в январе 1980 года; в нём «Mayonaka no Door» появилась в несколько ином исполнении и аранжировке, а продолжительность песни сменилась с первоначальных 4 минут и 34 секунд на 5 минут и 13 секунд. Как сингл, так и альбом Pocket Park были переизданы Pony Canyon в 2021 году, на чёрных и синих (голубых) винилах 31 марта и 27 ноября соответственно. В 2003 году песня (в ремиксах «More Bounce To The Ounce Mix» Жан-Поля Моника и «Original Club Mix» D.O.I.) была издана в виде макси-сингла лейблом Flight Master. В 2018 году и 23 апреля 2022 года, в том же формате, но только с сингловой версией на стороне «А» и клубным миксом на стороне «Б», «Mayonaka no Door (Stay With Me)» была выпущена уже Pony Canyon.
Музыкальное видео было снято Тэллом Сато в 1979 году и представляло собой, в том числе, кадры Мацубары в различных местах и ракурсах. «Mayonaka no Door» стала одной из наиболее часто исполняемых Мацубарой песен на концертах и ряде телешоу.

## Новая волна популярности
В конце 2020 года популярность «Mayonaka no Door» резко возросла за пределами Японии, вызванная интересом слушателей из Европы и США к жанру сити-поп 1980-х—1990-х годов. Успеху также способствовал опубликованный на YouTube в 2020 году кавер индонезийской певицы Райнич, регулярно исполняющей японские песни. Песня стала появляться в чартах музыкальных потоковых сервисов Spotify и Apple Music. За 2020 год песня была воспроизведена в Spotify примерно 4,6 миллиона раз, а в Apple Music — более 1 миллиона раз; там же она достигла первого места в чартах J-pop в 12 странах, вошла в топ-10 в общей сложности в 47 странах и попала в чарт в 98 странах. «Mayonaka no Door» засветилась в местных вирусных чартах 42 стран по состоянию на декабрь 2020 года.
4 февраля 2022 года Тэцудзи Хаяси во время интервью NHK сказал, что, по его мнению, ключом к возрождению песни было то, что люди привыкли к потоковой передаче музыки. Другой возможной причиной успеха «Mayonaka no Door» среди зарубежных слушателей может являться темп песни в 108 ударов в минуту, соответствующий многим американским поп-хитам того же периода. В начале 2020-х годов песня была использована в интернет-тренде на платформе для обмена видео TikTok, где люди проигрывали песню своим японским матерям и записывали их реакции, — те, в свою очередь, зачастую узнавали мелодию.

## Восприятие и влияние
Песня повысила популярность как Мацубары, так и Хаяси, несколькими месяцами ранее также написавшего мелодию хита Марии Такэути «September». С момента своего дебюта до своей смерти в 2004 году Мацубара выпустила ещё несколько синглов и альбомов, однако именно «Mayonaka no Door» широко признаётся её величайшей работой и одним из символов сити-попа. По словам Рёхея Мацунаги из Billboard, «Stay With Me» «остаётся фаворитом среди клубных диджеев как так называемый стандарт „вамоно“ („японский стиль“), который намного пережил память о своей популярности в то время». Ещё до того, как о песне и о существовании Мики Мацубары стало известно за рубежом, трек имел глубоко укоренившуюся популярность на родине, однако воспринимался как «стандартная японская песня». Со слов Тэцудзи Хаяси, несмотря на то, что песня «Mayonaka no Door» была дебютом Мики Мацубары, тогда он «чувствовал, что она уже достигла совершенства как певица»; он подметил, что «такого рода вещи случаются нечасто». Кот Чжан из Pitchfork восхитился песней, «непринужденной, словно поездка в кабриолете в сумерках, с задумчивым вокалом Мацубары, плывущим над фанковой басовой партией, весёлыми духовыми…».

## Чарты
| Чарт (1979)                   | Высшая позиция |
| ----------------------------- | -------------- |
| Япония (Oricon Singles Chart) | 28             |